# Azolla circinata
Azolla circinata là một loài dương xỉ trong họ Salviniaceae. Loài này được Oltz & Hall mô tả khoa học đầu tiên năm 1968.
Danh pháp khoa học của loài này chưa được làm sáng tỏ. 